# البستان في علوم القرآن (كتاب)
البستان في علوم القرآن لأبي القاسم هبة الله البارزي من أنفع الكتب وأجلها لما حواه من عصارة كتب التفسير التي اعتمدها في كتابه، بالإضافة إلى أنه تضمن إلى جانب علم التفسير مسائل كثيرة في علوم القرآن، وقد تعددت مصادر الكتاب، وتنوعت مشاربه فجاء كالعقد الفريد المنظوم بالدر العتيد.
وقد بدأ المؤلف كتابه بمقدمة بين فيها اسم كتابه، ثم بين أنه يتكلم في كتابه عن ثمانية أنواع من علوم القرآن، وتكلم عن كل نوع وما يدخل فيه من علوم القرآن ومسائله، ثم عقد بابا في أصول القراءات، ثم تناول سور القرآن سورة سورة على الترتيب بالدراسة والبحث.
|}

## البستان في علوم القرآن ومؤلفه
اسم الكتاب: البستان في علوم القرآن.
ومؤلفه: أبو القاسم هبة الله بن عبد الرحيم البارزي (ت: 738هـ).
الناشر: جامعة أم القرى.
التحقيق: يحي بن عبد ربه الحسني.

## نبذة عن مؤلف الكتاب
اسمه: هبة الله بن عبد الرحيم بن إبراهيم بن هبة الله بن مسلم أبو القاسم المعروف بابن البارزي الجهني الحموي الشافعي.
مولده: ولد في حماة، عام: 645 هـ.
نشأته: نشأ ابن البارزي في مدينة حماة، في أسرة عرفت بالعلم والديانة والفضل والقضاء والرياسة، فتلقى تعليمه فيها على شيوخ بلده وغيرهم، فسمع من خلق كثير، وتلقى العلم عن الأئمة البارزين، حتى تبوأ مكانة رفيعة بين علماء عصره بما تميز به من علم واسع ودراية بكثير من الفنون، فشهد له جمع من العلماء بالتقدم والعلم والديانة والفضل.
شيوخه: تلقى العلم عن الجم الغفير من العلماء، نذكر منهم:
1-  العز بن عبدالسلام.
2-  علي بن شجاع بن سالم المعروف بالكمال الضرير صاحب الشاطبي.
3-  أبو شامة المقدسي.
تلاميذه: تتلمذ على يديه خلق كثير، منهم:
1-  علم الدين البرزالي القاسم بن محمد بن يوسف.
2-  شمس الدين الذهبي محمد بن أحمد بن عثمان بن قايماز.
3-  عماد الدين الأسنوي محمد بن الحسن بن علي.
مؤلفاته:
البستان في علوم القرآن.
الشرعة في قراءات السبعة.
الفريدة البارزية في حل القصيدة الشاطبية.
مكانته العلمية وثناء العلماء عليه:
قال عنه ابن كثير: «قاضي القضاة بحماة، صاحب التصانيف الكثيرة المفيدة في الفنون العديدة... وكان حسن الأخلاق كثير المحاضرة حسن الاعتقاد في الصالحين، وكان معظما عند الناس».
وقال ابن الجزري: «مفتي الشام وشيخ الإسلام وصاحب التصانيف... وبرع في الفقه وغيره وتقدم في الفضائل، وانفرد بالإمامة مع الدين والصيانة والتواضع ومحبة الصالحين».
وفاته: توفي عام (738هـ) وله من العمر (93) عاما.

## أهمية الكتاب
تتجلى قيمة الكتاب العلمية في الجوانب التالية:
1-  أنه قد حوى عصارة كتب التفسير المتقدمة والتي اعتمدها في كتابه.
2-  اعتناؤه بذكر القراءات وعزوها إلى من قرأ بها.
3-  أنه جمع شتات مسائل كثيرة من علوم القرآن والقراءات، فقد تضمن إلى جانب علم التفسير مسائل علم الرسم والعد والوقف ومعرفة الأجزاء وغيرها.
4-  كثرة مصادره التي استقى منها مادة كتابه، ككتب علم التفسير والقراءات وعلوم القرآن والوقف والعد وغيرها.

## توثيق نسبة الكتاب إلى مؤلفه
يمكن توثيق نسبة الكتاب لابن البارزي من خلال ما يلي:
أولا: ما ذكره تلميذه ابن الوردي ومن ترجم له ممن جاء بعده، حيث ذكروه منسوبا لمؤلفه هبة الله ابن البارزي – وإن سماه البعض البستان في تفسير القرآن-.
ثانيا: من خلال النسخ المخطوطة، فقد أثبت اسم الكتاب منسوبا إلى مؤلفه، فقد جاء فيها: «الجزء الأول من كتاب البستان في علوم القرآن تأليف...هبة الله بن عبد الرحيم...».

## منهج المؤلف في الكتاب
1.   ابتدأ المؤلف كتابه بمقدمة بين فيها اسم كتابه، ثم بين أنه يتكلم في كتابه عن ثمانية أنواع من علوم القرآن.
2.   اعتمد كتب التفسير التي ألفت قبله مصدرا يستقي منها مادة تفسيره، كالوجيز للواحدي، وغريب القرآن لأبي بكر السجستاني، وتذكرة الأريب لابن الجوزي، وغيرها، ورمز لكل كتاب منها رمزا يشير به إليه.
3.   أنه استعمل الرموز فيما يخص القراءات والوقف والابتداء ومعرفة أجزاء القرآن.
4.   اعتنى بالقراءات السبع عناية بالغة، فعقد بابا لأصول القراءات، ثم نثر فرش الحروف على سورها.
5.   سلك المؤلف في كتابه منهج الجمع بين التفسير وعلوم القرآن، وتناول سور القرآن سورة سورة من فاتحته إلى خاتمته.

## من مزايا الكتاب
1-  الاختصار والإيجاز مع تمام البيان والإتقان.
2-  أن المؤلف سلك فيه مسلكا فريدا، فجمع بين التفسير وعلوم القرآن.
3-  اتخذ المؤلف في هذا الكتاب منهجا فيه من حسن التنظيم ما جعل لهذا الكتاب أهميته وفق طريقة بين معالمها في مقدمته.
4-  أن الكتاب اشتمل على مناقشة كثير من المسائل الفقهية والنحوية.
5-  طول نفس المؤلف في دراسة مسائل الخلاف في التفسير وعلوم القرآن وتحريرها، وحسن جمعها وترتيبها.
6-  تنوع مصادر الكتاب وتعددها.
| البستان في علوم القرآن                  |                        |
| بو القاسم هبة الله بن عبدالرحيم البارزي |                        |
| المحقق                                  | يحي بن عبد ربه الحسني. |
| دار النشر                               | جامعة أم القرى         |
| موضوع الكتاب                            | التفسير وعلوم القرآن   |
| عدد صفحات الكتاب                        | 1185                   |